# Minto (North Dakota)
Minto is een plaats (city) in de Amerikaanse staat North Dakota, en valt bestuurlijk gezien onder Walsh County.

## Demografie
Bij de volkstelling in 2000 werd het aantal inwoners vastgesteld op 657.
In 2006 is het aantal inwoners door het United States Census Bureau geschat op 613, een daling van 44 (-6,7%).

## Geografie
Volgens het United States Census Bureau beslaat de plaats een oppervlakte van
3,7 km², geheel bestaande uit land. Minto ligt op ongeveer 246 m boven zeeniveau.

## Plaatsen in de nabije omgeving
De onderstaande figuur toont nabijgelegen plaatsen in een straal van 24 km rond Minto.